# سان هانگ کای پراپرتیز

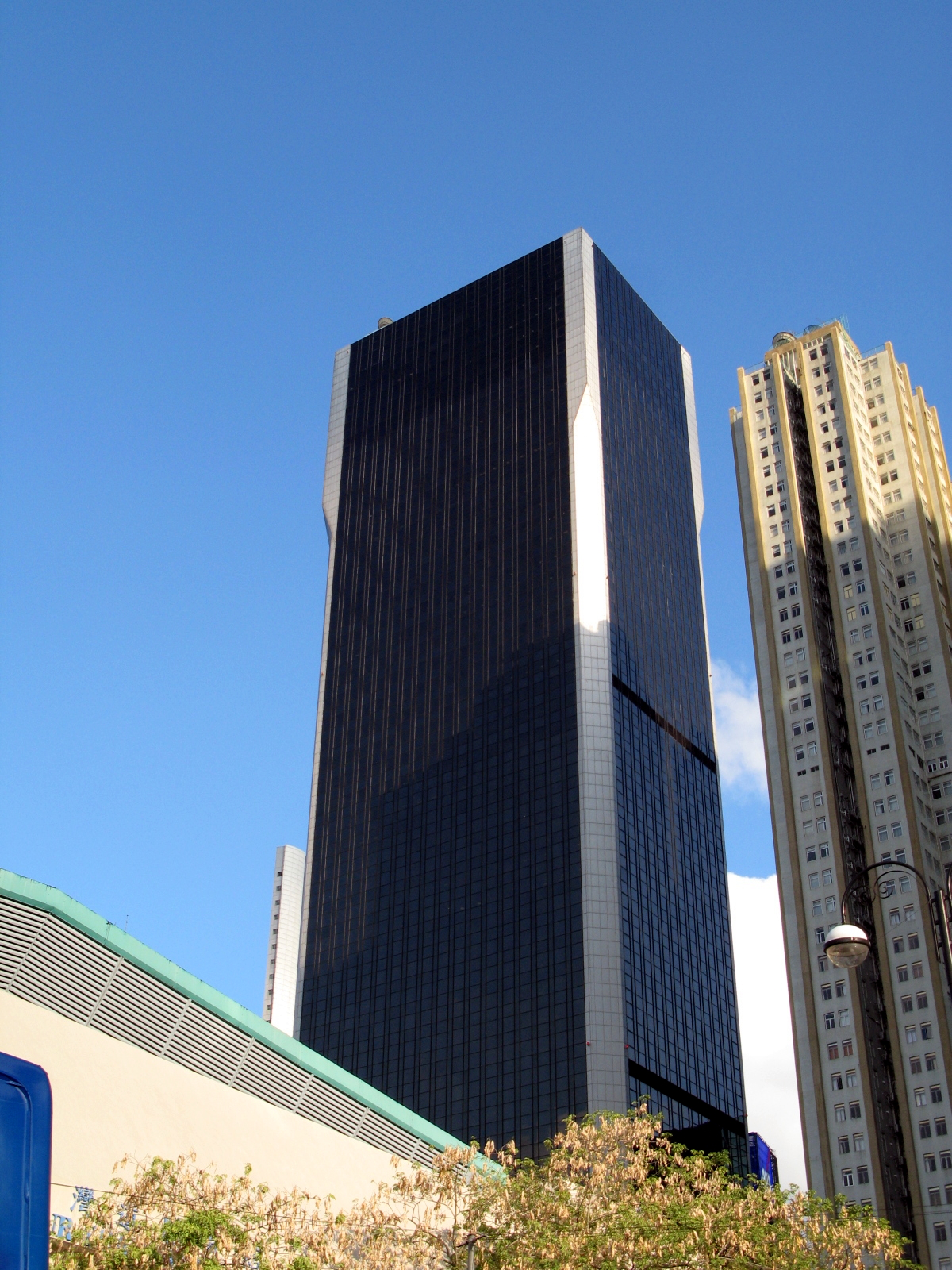
ساختمان سان هانگ کای سنتر، دفتر مرکزی سان هانگ کای پراپرتیز

سان هانگ کای پراپرتیز (به انگلیسی: Sun Hung Kai Properties) شرکت هلدینگ املاک و مستغلات هنگ کنگی است، که در زمینه هتل‌داری، مدیریت، سرمایه‌گذاری و توسعه املاک و مستغلات، خدمات عمومی و زیرساخت‌های مخابراتی فعالیت می‌کند.
شرکت سان هانگ کای پراپرتیز در سال ۱۹۶۳ توسط کوک تاک-سنگ، فانگ کینگ-هی و لی شاو-کی تأسیس شد دفتر مرکزی این شرکت در هنگ کنگ قرار دارد و بخشی از سهام آن در بازار بورس اوراق بهادار هنگ کنگ معامله می‌شود.